# Talgo AVRIL

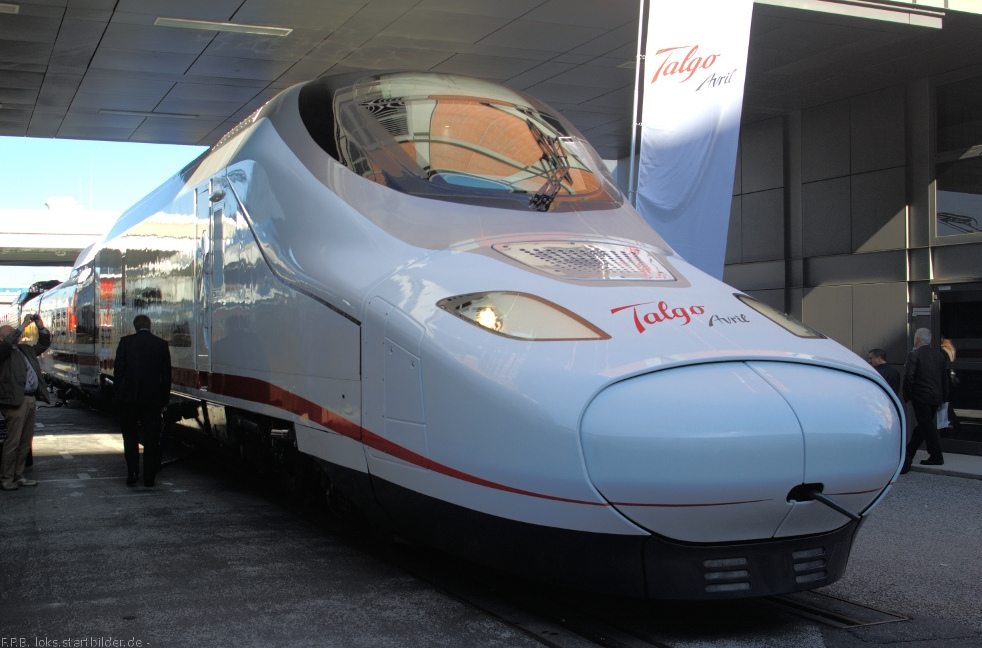
Présentation d'une motrice Talgo AVRIL à Berlin lors d'InnoTrans 2012.

Talgo AVRIL est une plateforme de trains à grande vitesse et très grande vitesse de la société ferroviaire espagnole Talgo. Son nom vient de l'acronyme de « Alta Velocidad Rueda Independiente Ligero » (Roue légère indépendante à grande vitesse). 

## Caractéristiques
Ses principaux avantages sont l'utilisation du système Talgo et la disponibilité (prévue) d'une grande variété de configurations qui lui permettront de fonctionner sur des marchés très différents. Il dispose d'une option cabine large, qui permet de transporter environ 1 200 passagers sur des trains de 400 m de long.
La plateforme ou famille de trains « AVRIL » sera conçue pour une vitesse commerciale de 330 km/h (G3) ou 380 km/h (G4).
À fin mai 2021, la firme Talgo a réalisé un test de grande vitesse avec le Talgo Avril, sur la nouvelle ligne ferroviaire Madrid - Burgos. La vitesse atteinte était de 363 km/h.
Chaque rame se compose de deux motrices de 19,37 mètres et de douze remorques de 13,21 m à 14,94 m chacune, selon l'emplacement dans la rame. La puissance est de 8000 kW, avec une tension d'alimentation possible de 1500 V, 3000 V ou 25 kV. Le poids à vide des rames est de 329 tonnes.

## Utilisation
En 2016, Talgo gagne l'appel d'offre de Renfe pour la nouvelle génération de trains AVE. Il se compose de 15 trains de 200 m (avec option de les augmenter à 30), avec 521 sièges chacun (105 1re classe, 416 2e classe), et tri-tension pour circuler en Espagne et en France. Initialement prévu pour une mise en service à partir de 2020, la première circulation commerciale devrait avoir lieu en avril 2024.
Le 23 janvier 2023, le futur opérateur français Le Train annonce un accord prévoyant la commande d'un maximum de 10 rames Talgo AVRIL.